# Degesch
Degesch, Deutsche Gesellschaft für Schädlingsbekämpfung m.b.H., är ett tyskt kemiföretag med huvudkontor i Frankfurt am Main. 
Degesch tog fram Zyklon B, en produkt ursprungligen ämnad som insektsmedel. Den användes senare för nazisternas massgasningar av framför allt judar i koncentrationslägret Auschwitz under andra världskriget. Företaget ägdes under andra världskriget av Degussa (42,5 %), IG Farben (42,5 %) och Th. Goldschmidt AG (15 %).
1986 fusionerades Degesch med konkurrenten "Detia Freyberg GmbH" och bildade "Detia-Degesch GmbH".
Dotterbolaget DEGESCH America, Inc säljer bekämpningsmedel i USA, medan dotterbolaget  Detia Degesch Chile gör det i Chile.